# Betma
Betma är en ort i Indien.   Den ligger i distriktet Indore och delstaten Madhya Pradesh, i den centrala delen av landet, 700 km söder om huvudstaden New Delhi. Betma ligger 548 meter över havet och antalet invånare är 13 817.
Terrängen runt Betma är platt. Runt Betma är det ganska tätbefolkat, med 179 invånare per kvadratkilometer. Närmaste större samhälle är Pithampur, 12,6 km sydost om Betma. Trakten runt Betma består till största delen av jordbruksmark.